# 2001 XP254
2001 XP254, também escrito como 2001 XP254, é um objeto transnetuniano que está localizado no cinturão de Kuiper, uma região do Sistema Solar. Ele está em uma ressonância orbital de 3:5 com o planeta Netuno. O mesmo possui uma magnitude absoluta de 7,6 e tem um diâmetro estimado com cerca de 108 km, por isso é pouco provável que possa ser classificado como um planeta anão, devido ao seu tamanho relativamente pequeno. Este corpo celeste é um sistema binário, o outro componente, o S/2011 (2001 XP254) 1, possui um diâmetro estimado em cerca de 77 km.

## Descoberta
2001 XP254 foi descoberto no dia 10 de dezembro de 2001 pelos astrônomos D. C. Jewitt, S. S. Sheppard e J. Kleyna.

## Órbita
A órbita de 2001 XP254 tem uma excentricidade de 0,223 e possui um semieixo maior de 42,532 UA. O seu periélio leva o mesmo a uma distância de 33,042 UA em relação ao Sol e seu afélio a 52,023 UA. O mesmo tem uma ressonância 3:5 com Netuno.